# Мацубара Кійомацу
Мацубара Кійомацу (яп. 松原 喜代松; 1907–1968) — японський морський біолог, іхтіолог, герпетолог.

## Біографія
Народився в провінції Хіого. Справжнє прізвище Сакамото Кійомацу. У 1930-х змінив прізвище на Мацубара. Став першим професором на факультеті риб Кіотського університету. Спеціалізувався на скорпеноподібних рибах. Опублікував численні книги та монографії. Займався також вивченням інших риб. Зокрема став автором відкриття крокодилової акули (Pseudocarcharias kamoharai).